# Ciclo de trabalho
Em telecomunicações e eletrônica, o ciclo de trabalho, razão cíclica ou fator de ciclo (em inglês, duty cycle) de um sistema corresponde à fração de tempo em que este se encontra em estado ativo.
Muitos componentes elétricos (por exemplo, os relés), ou eletrónicos (por exemplo, um oscilador de relaxação), ou qualquer outro componente, funcionam em regime de liga-desliga, repetitivamente. Nesse contexto, ciclo de trabalho é a proporção de tempo durante o qual um componente, dispositivo ou sistema está em operação.
Por exemplo, suponha que um drive de disquete opera por 1 segundo, fica desligado por 99 segundos, volta a estar ativo por mais 1 segundo e assim por diante. Assim, dentro de cada período de 100 segundos, o drive fica ativo por 1 segundo. Neste caso, o ciclo de trabalho é de 1/100, ou 1%. Chamando T1 à duração de trabalho (ligado) e T2 à duração do repouso (desligado), a duração total deste ciclo é T = T1 + T2. O ciclo de trabalho é a percentagem do tempo total que o dispositivo está na posição de trabalho.
Num fenômeno periódico, o ciclo de trabalho é a razão entre o tempo de duração da onda e o tempo total do período. Ou seja:
D {\displaystyle ={\frac {\tau }{\mathrm {T} }}\ }
onde
- D é o ciclo de trabalho;
- {\displaystyle \tau } é o intervalo de tempo no qual a função é não nula, dentro de cada período;
- {\displaystyle \mathrm {T} } é o período da função.

Por exemplo, em um trem de pulsos retangulares ideal, o ciclo de trabalho é a duração do pulso dividido pelo período. Para um trem de pulsos no qual a duração do pulso é de 1 μs e a duração do período é de 4 μs, o ciclo de trabalho é de 0,25. Da mesma forma, o ciclo de trabalho de uma onda quadrada é 0,5, ou 50%.
Fontes chaveadas (reguladores de comutação) também são equipamentos que utilizam o conceito de ciclo de trabalho. Nessas fontes, é utilizada a modulação por largura de pulso (PWM, da sigla em inglês) para regulação de tensão. Em vez de gerar uma tensão contínua, é gerado um trem de pulsos retangulares de alta frequência. 
Dessa forma, a tensão pode ser regulada com base no ciclo de trabalho da onda, já que a tensão média gerada é função do tempo que a onda fica em nível alto.
Por exemplo, uma modulação PWM de amplitude 12 V e ciclo de trabalho de 75% produz o mesmo efeito de uma tensão contínua de 9 V (12 V x 0,75 = 9 V).[carece de fontes?]